# 印第安纳大学出版社
印第安纳大学出版社，是印第安纳大学于1950年成立的一家学术出版商，专门出版人文学科和社会科学书籍。其总部位于印第安纳州布卢明顿，每年出版约100本新书，此外还有38种学术期刊，目前拥有约2,000种图书。
印第安纳大学出版社主要出版以下领域的书籍：非洲及非裔美国人研究、亚洲研究、文化研究、犹太研究、大屠杀研究、中东研究、俄罗斯和东欧研究、女性和性别研究、人类学、电影研究、民俗学、历史、生物伦理学、音乐、古生物学、慈善、哲学和宗教。